# Garczegorze
Garczegorze (kaszb. Garczegòrze lub też Garczigôrz, niem. Garzigar, pol. przed 1939 Garczygórz, Garcigórz) – wieś kaszubska w Polsce, położona w województwie pomorskim, w powiecie lęborskim, w gminie Nowa Wieś Lęborska.
Miejscowość leży w pobliżu linii kolejowej Lębork-Łeba i drogi wojewódzkiej nr .
| SIMC    | Nazwa       | Rodzaj     |
| ------- | ----------- | ---------- |
| 0748543 | Darżkowo    | przysiółek |
| 0748313 | Janisławiec | osada      |

Wieś jest siedzibą sołectwa Garczegorze, w którego skład wchodzą również Janisławiec i Darżkowo. W miejscowości znajduje się Kościół rzymskokatolicki, parafia pw. św. Marii Magdaleny w Garczegorzu
W latach 1954–1958 wieś należała i była siedzibą władz gromady Garczegorze, po jej zniesieniu w gromadzie Nowa Wieś Lęborska. W latach 1975–1998 miejscowość administracyjnie należała do województwa słupskiego.
Siedziba klubu sportowego Anioły Garczegorze (IV liga piłki nożnej).

## Historia
Pierwsza wzmianka na temat Garczegorza pochodzi z 1348, kiedy to kontur gdański Heinrich von Rechtir nadał wsi prawa chełmińskie. W okresie panowania księstwa białogardzkiego (XII wiek) Garczegorze prawdopodobnie było wsią fiskalną. Jednak już w czasach prehistorycznych istniały najprawdopodobniej osady ludzkie (wynika to z znalezionych śladów archeologicznych).

## Zabytki
Według rejestru zabytków NID na listę zabytków wpisane są:
- kościół parafialny pw. św. Marii Magdaleny, 1897, nr rej.: A-1720 z 13.12.2000
- kaplica grobowa na terenie dawnego cmentarza, XVIII, posiada częściowo XVII mury z renesansowym i neogotyckim detalem[12], nr rej.: A-1324 z 14.09.1990.